# دشمنی دریک و کندریک لامار

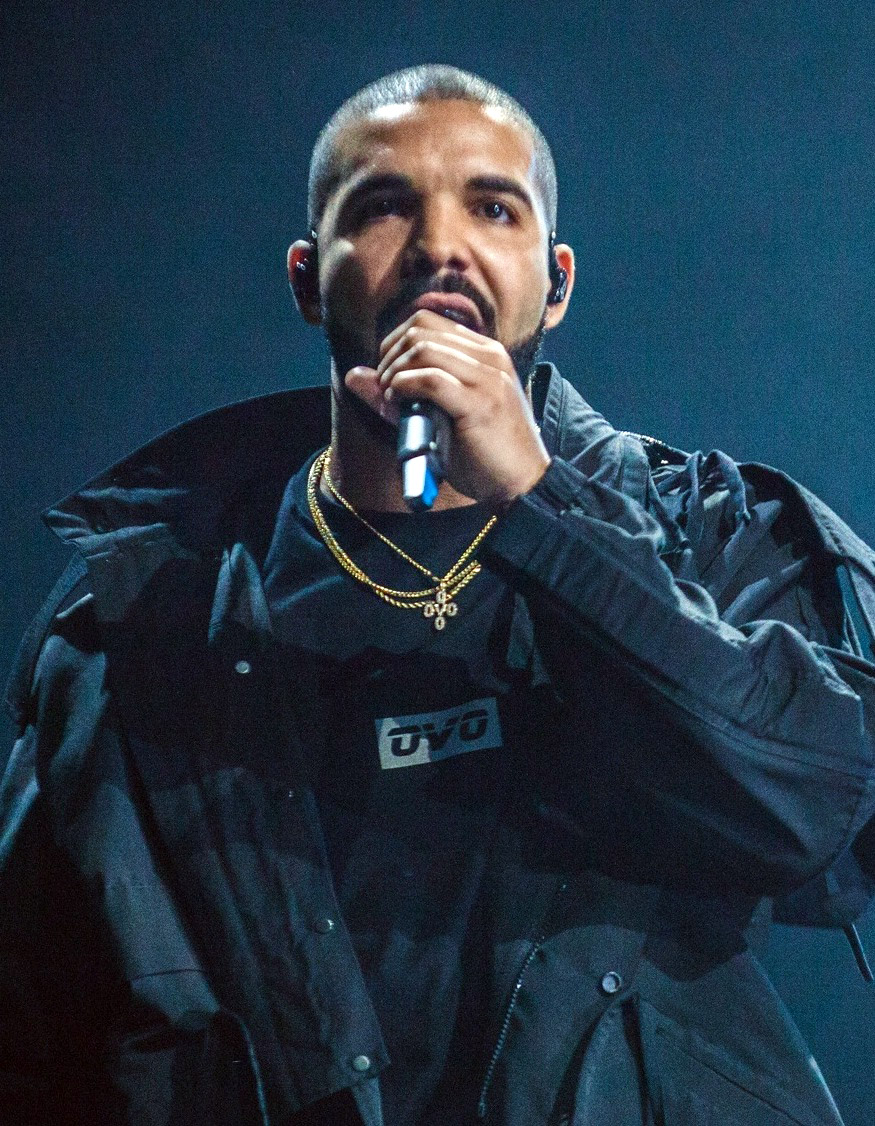
رپر کانادایی دریک

رپر کانادایی دریک و رپر آمریکایی کندریک لمار از اوایل دهه ۲۰۱۰ درگیر یک دعوای رپی بوده‌اند. این درگیری رپی در مارس ۲۰۲۴ پس از انتشار آهنگ «مثل آن» توسط فیوچر، مترو بومین و لامار بالا گرفت.
اولین همکاری دریک و لمار در سال ۲۰۱۱، در آلبوم دریک با نام مراقبت بود. پس از آن همکاری دیگری یک سال بعد در آلبوم لامار با نام بچه خوب شهر عصبانی رخ داد. لامار پس از این دو همکاری دریک و چندین خواننده رپ دیگر را در آهنگی با نام «کنترل» که در سال ۲۰۱۳ با همراهی بیگ شان منتشر کرد، دیس کرد. بعدها او خوانندگی خود در این دیس ترک را دوستانه توصیف کرد.
در مارس ۲۰۲۴، پس از اینکه جی. کول در آهنگ «تیرانداز اول شخص» بیان کرد که او، دریک و لامار «سه نفر بزرگ» هیپ هاپ هستند، لامار خود را از جی کول و دریک جدا کرد. پس از این اتفاق جی کول در یک آهنگ دیس با نام «۷ دقیقه دریل» به این جدایی لامار واکنش داد اما کمی بعد کول بابت این آهنگ از لامار عذرخواهی کرد و آن را از سرویس‌های استریم خود حذف کرد.
سپس دریک آهنگ‌های پوش آپ و فری استایل ساختهٔ تیلور را در آوریل منتشر کرد. «فری استایل ساختهٔ تیلور» پس از اینکه مؤسسه املاک توپاک شکور دریک را به دلیل استفاده از آوازهای تولید شده با هوش مصنوعی شبیه به توپاک تهدید کرد، از رسانه‌های اجتماعی حذف شد. در پاسخ آهنگ‌های دریک، لامار آهنگ "سرخوشی" را در ۳۰ آوریل و آهنگ " ۶:۱۶ در لس آنجلس " را در ۳ مه منتشر کرد. دریک در همان روز با آهنگ «مسائل خانوادگی» به لامار پاسخ داد و لامار را یک فرد بد سرپرست خواند. کمتر از یک ساعت بعد، لامار آهنگ "با گراهام‌ها آشنا شوید " را منتشر کرد و دریک را یک قاچاق جنسی، بیمار جنسی خواند. او همچنین ادعا کرد که دریک فرزندی نامشروع دارد که آن را مخفی می‌کند. بعد از آن نیز لامار آهنگ «نه مثل ما» را درست عصر روز بعد منتشر کرد و دریک را به پدوفیلی و دروغگویی در مورد خانواده لامار متهم کرد. در تاریخ ۵ می، دریک با انتشار آهنگ "قلب: قسمت ۶" به لامار پاسخ داد و اتهامات لامار را رد کرد و ادعا کرد که تیم لامار اطلاعات نادرستی در مورد کودک مخفیِ دریک به لامار داده‌اند.
منتقدان عموماً از لامار به عنوان برنده این خصومت یاد کرده‌اند. رسانه‌هایی همچو پیچفورک، رینگر، و رولینگ استون لامار را پیروز این خصومت خوانده‌اند.